# NFC South
NFC South – dywizja południowa konferencji NFC ligi futbolu amerykańskiego, NFL.
Dywizja Południowa została utworzona przed sezonem 2002, gdy ligę NFL rozszerzono do 32 drużyn.
Obecnie składa się z czterech zespołów: Atlanta Falcons, Carolina Panthers, New Orleans Saints i Tampa Bay Buccaneers.
Przed powstaniem dywizji drużyna Tampa Bay Buccaneers należała do Dywizji Centralnej, zaś trzy pozostałe zespoły były częścią Dywizji Zachodniej.